# Marian Himner
Marian Himner (ur. 10 grudnia 1887 w Kuźnikach, zm. 1916 w Pau) – student paryskiej Sorbony, archeolog, bajończyk, uczestnik I wojny światowej, autor dziennika.

## Życiorys
W 1909 r. zdał maturę i rozpoczął pracę w muzeum archeologicznym Erazma Majewskiego w Warszawie. Jeszcze przed rozpoczęciem studiów na Sorbonie, na własną rękę prowadził badania na zamku w Kamieńcu i pod Chocimiem. W czasie studiów współpracował z muzeum w Luwrze. Wraz z wybuchem I wojny światowej przerwał studia i jako ochotnik zaciągnął się do Legii Cudzoziemskiej, uważając że:

Dla Polaka wyboru nie ma, zwalczać on musi germanizm zawsze

Jako żołnierz legionu Bajończyków walczył w Szampanii oraz w 1915 r. bitwie pod Arras. Brał udział w ataku na wzgórza Vimy. Następnie walczył w rejonie wsi Suchez. Został ciężko ranny i trafił na leczenia do szpitala, a kompania polska, w której walczył została rozwiązana, kończąc dzieje bajończyków jako odrębnej jednostki. Po zakończeniu leczenia w grudniu 1915 r. wstąpił do szkoły pilotów w Pau. W lipcu 1916 r. tuż przed wyruszeniem na front zginął w czasie wypadku lotniczego. Przed swoją śmiercią, w prowadzonym dzienniku, napisał:

Ach, szkoda by było nie móc przeżyć wojny! To co nastąpi po niej, będzie wielkie i ciekawe

10 czerwca 1922 został pośmiertnie odznaczony Krzyżem Walecznych.